# Piaski Wielkie, Tỉnh West Pomeranian
Piaski Wielkie (phát âm tiếng Ba Lan: [ˈpjaskʲi ˈvjɛlkʲɛ]; tiếng Đức: Paatzig) là một ngôi làng thuộc khu hành chính của Gmina Wolin, thuộc quận Kamień, West Pomeranian Voivodeship, ở phía tây bắc Ba Lan. Nó nằm khoảng 6 kilômét (4 mi) phía đông của Wolin, 15 km (9 mi) về phía tây nam Kamień Pomorski và 49 km (30 mi) phía bắc thủ đô khu vực Szczecin.
Ngôi làng có dân số là 290 người.